# Vloethemveld
Vloethemveld is een voormalige militair domein en krijgsgevangenkamp gelegen in Zedelgem. Momenteel is het een beschermd natuurdomein (deels natuurreservaat, deels bosreservaat, deels domeinbos) en Natura 2000-Habitatrichtlijngebied. Het Vloethemveld staat ook in de inventaris van onroerend erfgoed.

## Geschiedenis
De bossen van wat nu Vloethemveld is, werden in 1296 door de graaf van Vlaanderen geschonken aan het Sint-Janshospitaal. Het hospitaal gebruikte de opbrengst van weideverhuur en houtwinning voor hun werking.

### WO I
Tijdens de Eerste Wereldoorlog zochten de Duitse troepen naar een logistieke plaats even buiten het front. Het station Zedelgem langs spoorlijn 66 van Brugge naar Kortrijk via Lichtervelde, de tramlijn naar Houthulst en de aanwezige bossen maakten van Zedelgem een geschikte plaats. De aanleg van een vliegveld maakte van Zedelgem een belangrijk logistiek centrum. De bossen werden gerooid en ter plaatse tot houtskool gemaakt voor de veldkeukens aan het front en voor de constructie van de loopgraven. De vrijgekomen plaats lag een eindje uit de dorpskern en was ideaal als munitieopslagplaats.
Na de oorlog mochten de Duitse troepen geen munitie meenemen en bleef het liggen. Het Belgische leger wenste de gronden over te kopen van het hospitaal maar deze weigerden. Hierop werden de gronden door een rechtbank aan het Belgische leger toegewezen. Het leger gebruikte Vloethemveld als verzameldepot voor munitie uit de regio.

### Wereldoorlog II
Toen het Duitse leger in 1940 opnieuw België bezette in Wereldoorlog Twee hadden ze een kant en klaar munitiedepot. Tijdens de bevrijding van België werd het depot door de terugtrekkende Duitsers opgeblazen. Ondanks de vele schade in de omliggende gemeenten was de schade beperkt gebleven. Marcel Baert, de lokale boswachter had een deel van de munitie onklaar kunnen maken waardoor slechts een gedeelte ontplofte.
POW camp 2226, 2227, 2229,  "Hotel Zedelgem"
Vanaf eind 1944 of begin 1945 werd het Vloethemveld door de Britten gebruikt als krijgsgevangenenkamp. Het Vloethemveld was onderverdeeld in 4 kampen die telkens ook in een aantal kooien (cages) werden ingedeeld.  Kamp 2226 en 2227 en 2229 werden gevormd door de vroegere munitiebarakken. Een kamp bestond uit enkele ronde tipi-achtige tenten. Een grote groep krijgsgevangenen kwam uit de Baltische staten, namelijk 11800 Letten, Litouwers en Esten.  Na de oorlog zouden deze teruggaan naar hun land, in hun geval de Sovjet-Unie. Velen weigerden dit of verminkten zichzelf zodat overplaatsing onmogelijk was. In 1946 kregen zij de titel van "displaced persons" en werden de meesten vrijgelaten. Om het verblijf in het kamp aangenamer te maken mochten ze vanaf 1946 meer sporten en kunst beoefenen. Een aantal van de gemaakte kunstwerken is nog op de site aanwezig, wat een unicum is in de wereld.
Een van de krijgsgevangenen was Helmut Schmidt, de latere Duitse Bondskanselier.

### Militair domein
Na de Eerste Wereldoorlog werd Vloethemveld eigendom van het Belgische leger. Aan de overzijde van de straat werd in 1924, los van het domein, de kazerne "Kapitein Stevens" en latere  militaire school voor onderofficieren gebouwd. Als de school in 2007 verhuist naar Saffraanberg te Sint-Truiden staan de gebouwen enige tijd leeg. Sinds 2009 is hier de Provinciale school voor bewakingsagenten en veiligheidsdiensten gevestigd.
De oude spoorwegbedding die het munitiedepot aansloot op de spoorlijn 66 van Brugge naar Kortrijk ter hoogte van de fabriek van CNH is thans een van de "groene assen" in de provincie West-Vlaanderen.

### Natuurgebied
Het Belgische leger heeft de gronden verkocht wegens weinig gebruik; ze zijn in handen gekomen van het Agentschap voor Natuur en Bos. Het gebied is sinds 1995 beschermd en is een Habitatrichtlijngebied als onderdeel van het gebied 'Bossen, heiden en valleigebieden van Zandig Vlaanderen: westelijk deel' (BE2500004). Het vormt zo een belangrijke schakel in het Natura 2000-netwerk. Het gebied is deels Vlaams natuurreservaat, deels bosreservaat en deels domeinbos. In 2018 sloten het Agentschap Natuur en Bos, de Vlaamse Landmaatschappij en de gemeenten Jabbeke en Zedelgem een samenwerkingsovereenkomst voor het beheer en de publieksontsluiting van het domein. Sinds 2022 is er een wandelnetwerk Vloethemveld .

## Galerij

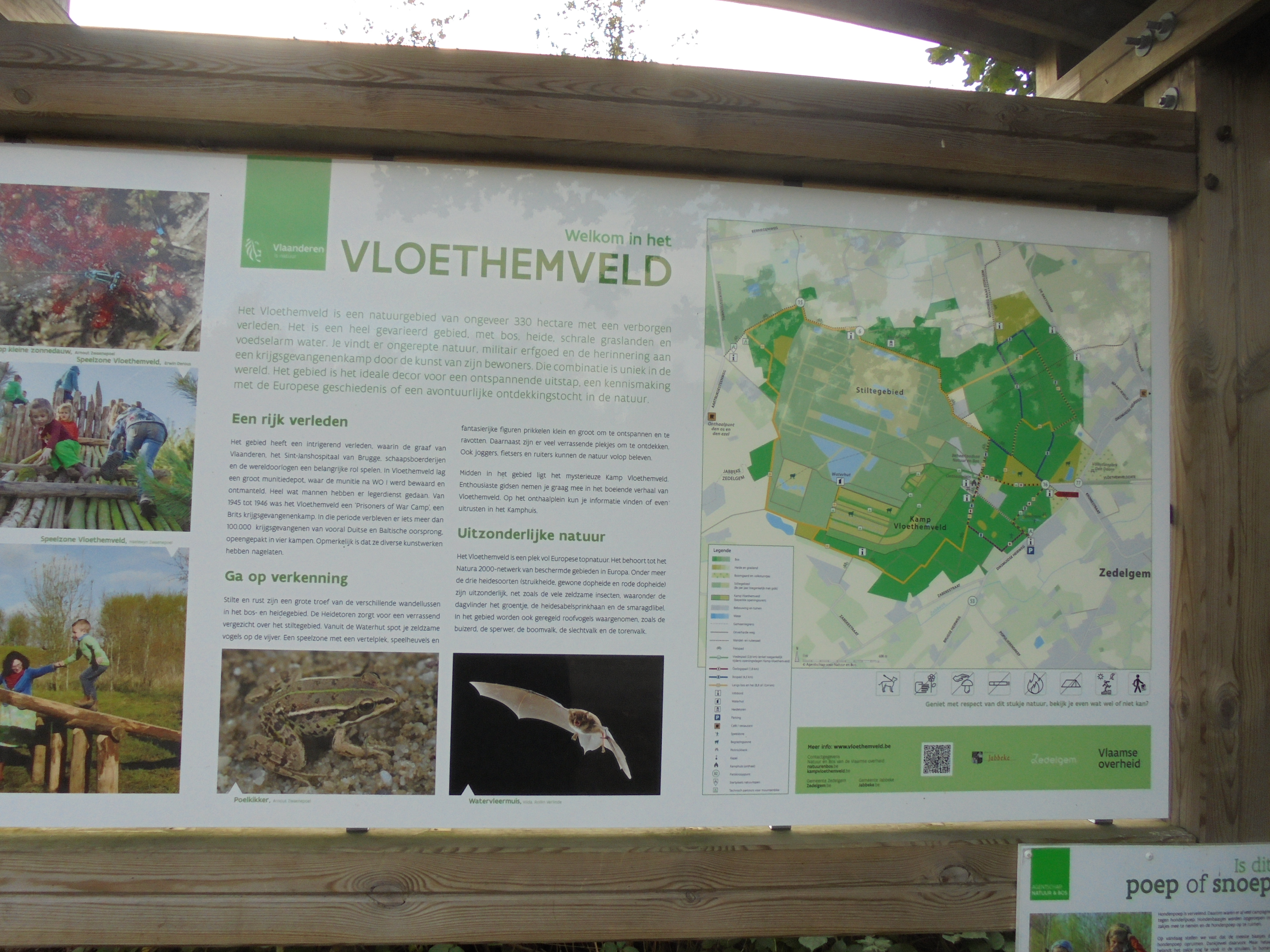
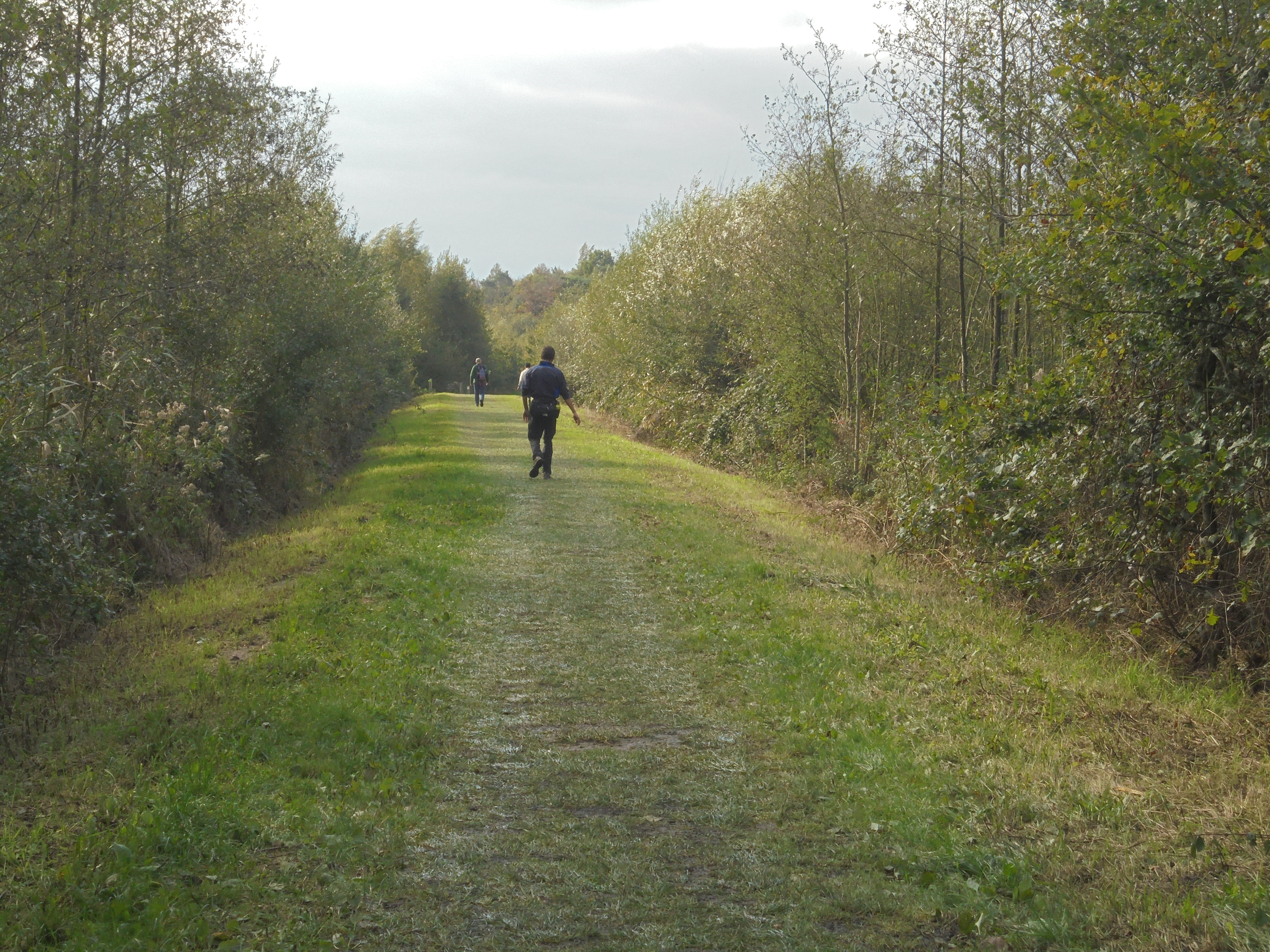

### Tijdslijn
- 1298 - 1800 Bossen en weilanden eigendom van Sint-Janshospitaal
- 1800 - 1914 Door de Franse bezetter toegewezen aan Burgerlijke Godshuizen te Brugge
- 1914 - 1918 Duits munitiedepot en houtskoolproductieoven
- 1918 - 1940 Belgisch munitiedepot
- 1940 - 1944 Duits munitiedepot
- 1944 - 1946 Brits krijgsgevangenenkamp
- 1952 - 1994 Belgisch militair domein en munitiedepot.
- 1994 - heden Eigendom van domein Agentschap voor Natuur en Bos (niet de school)
- 2007 - dan Militaire school tegenover het domein, verhuisd naar Saffraanberg (Sint-Truiden) en wordt Provinciale school in 2009.
- 2022 - Onthaalgebouw Kamphuis gaat open
- 2024 - Twee gerestaureerde groene barakken worden ingericht als tijdelijke tentoonstellingsruimte - vrij te bezoeken tijdens openingsuren

## Domein
In het gebied lagen meerdere vijvers. Deze waren ontstaan door de aanleg van de "Vossenbarm" in 1478 om overstromingen tegen te gaan. De meeste vijvers verdwenen weer in de 19de eeuw, toen het terrein met bos beplant werd. Door het decennialang maaien ontwikkelde zich op de vlaktes en de beschermingsbermen rond de munitieopslagplaatsen een heidevegetatie. Deze verschraalde grond met heidebegroeiing vormt thans een waardevol natuurgebied, dat vanwege zijn kwetsbaarheid niet voor het publiek toegankelijk is. Het bosdomein is wel opengesteld voor wandelaars, fietsers en ruiters.

### Flora
- Bomen: grove den, fijnspar, lork, zwarte den, beuk en  zomereik.
- Heideplanten: rode dopheide, ronde zonnedauw (Drosera rotundifolia), brem (Cytisus scoparius)

### Fauna
- Zoogdieren: vossen, reeën
- Vogels: boomleeuwerik, boompieper
- Ongewervelden: In 2015 werd de zeldzame heidesabelsprinkhaan en blauwvleugelsprinkhaan aangetroffen.[5]

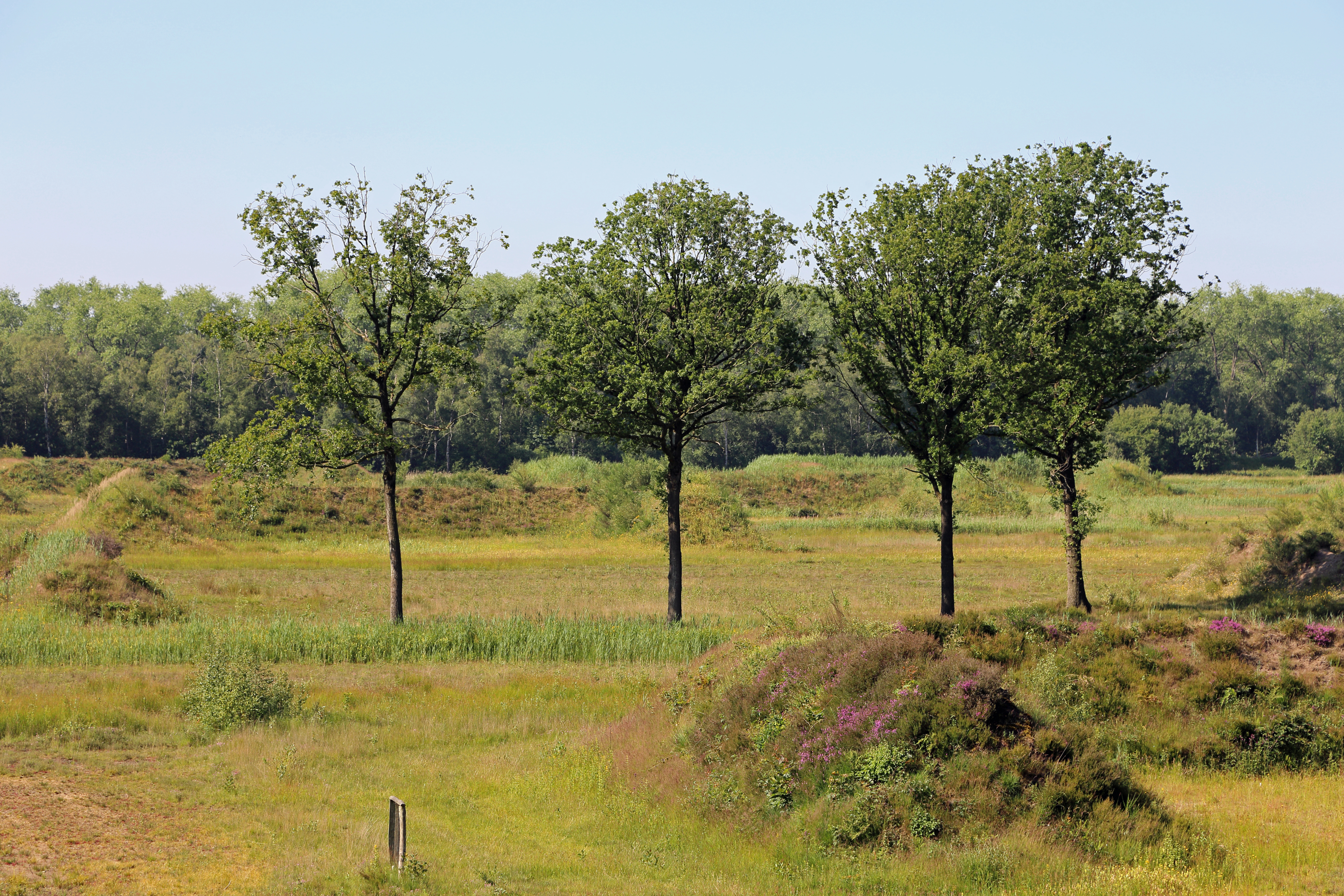
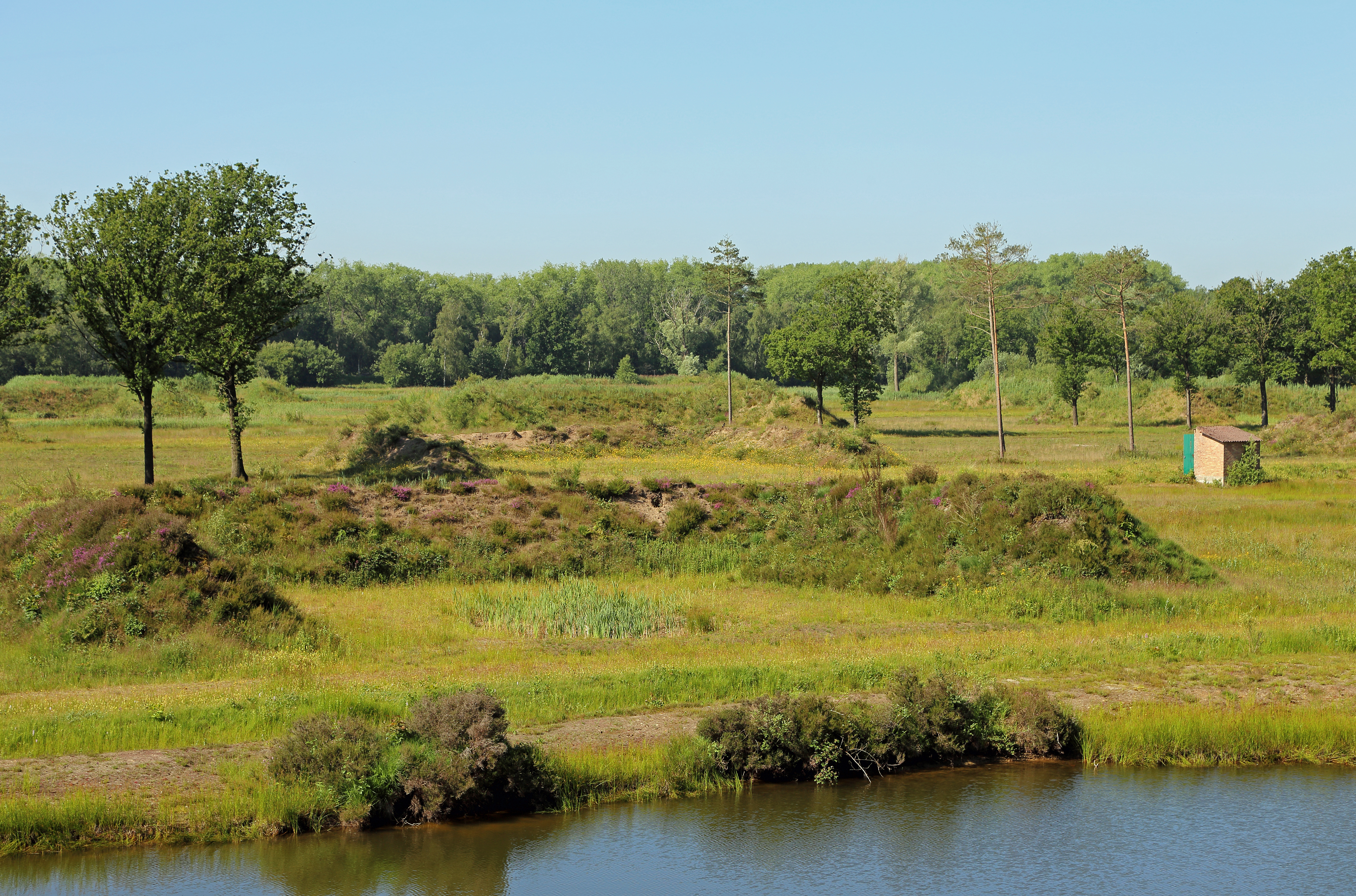
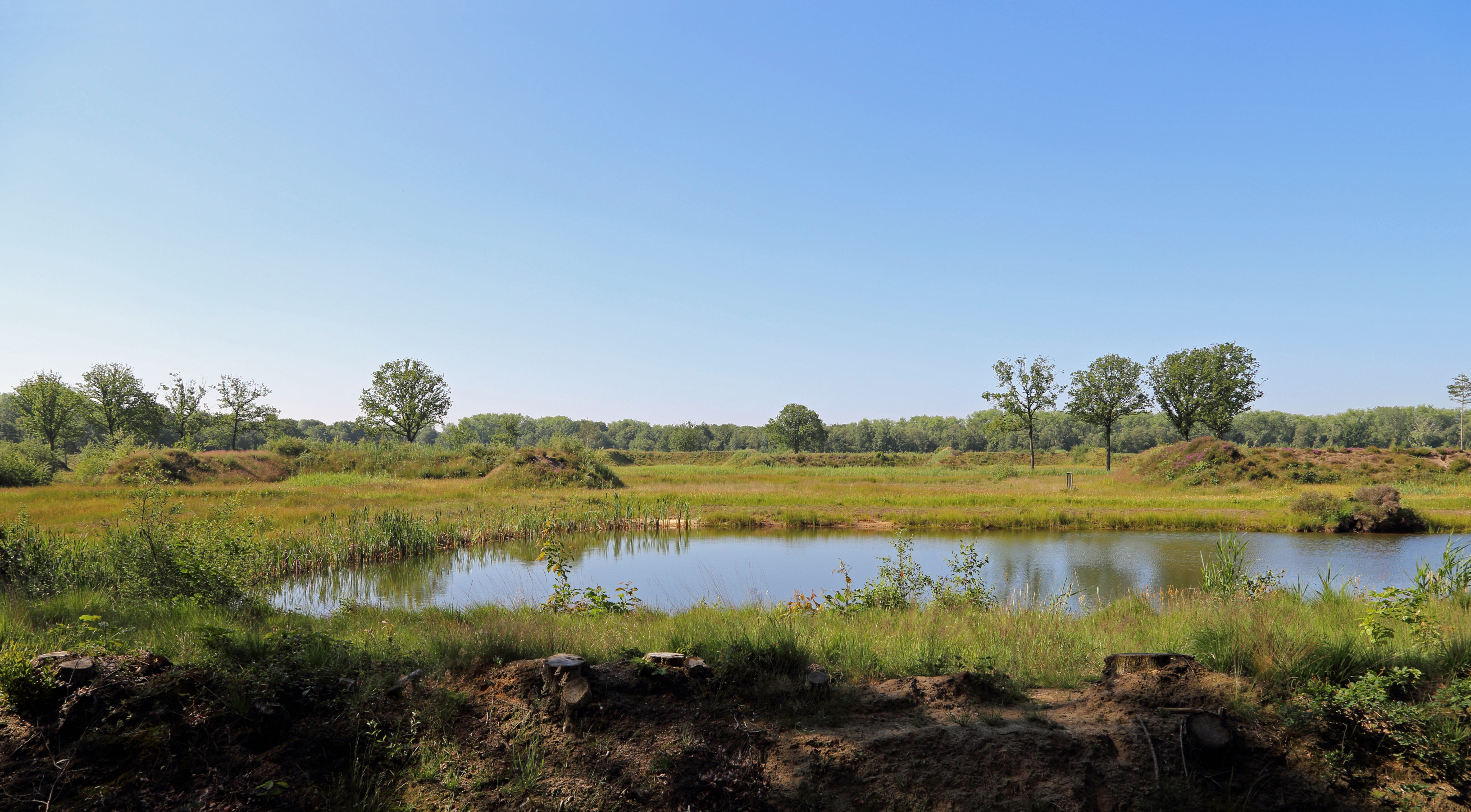
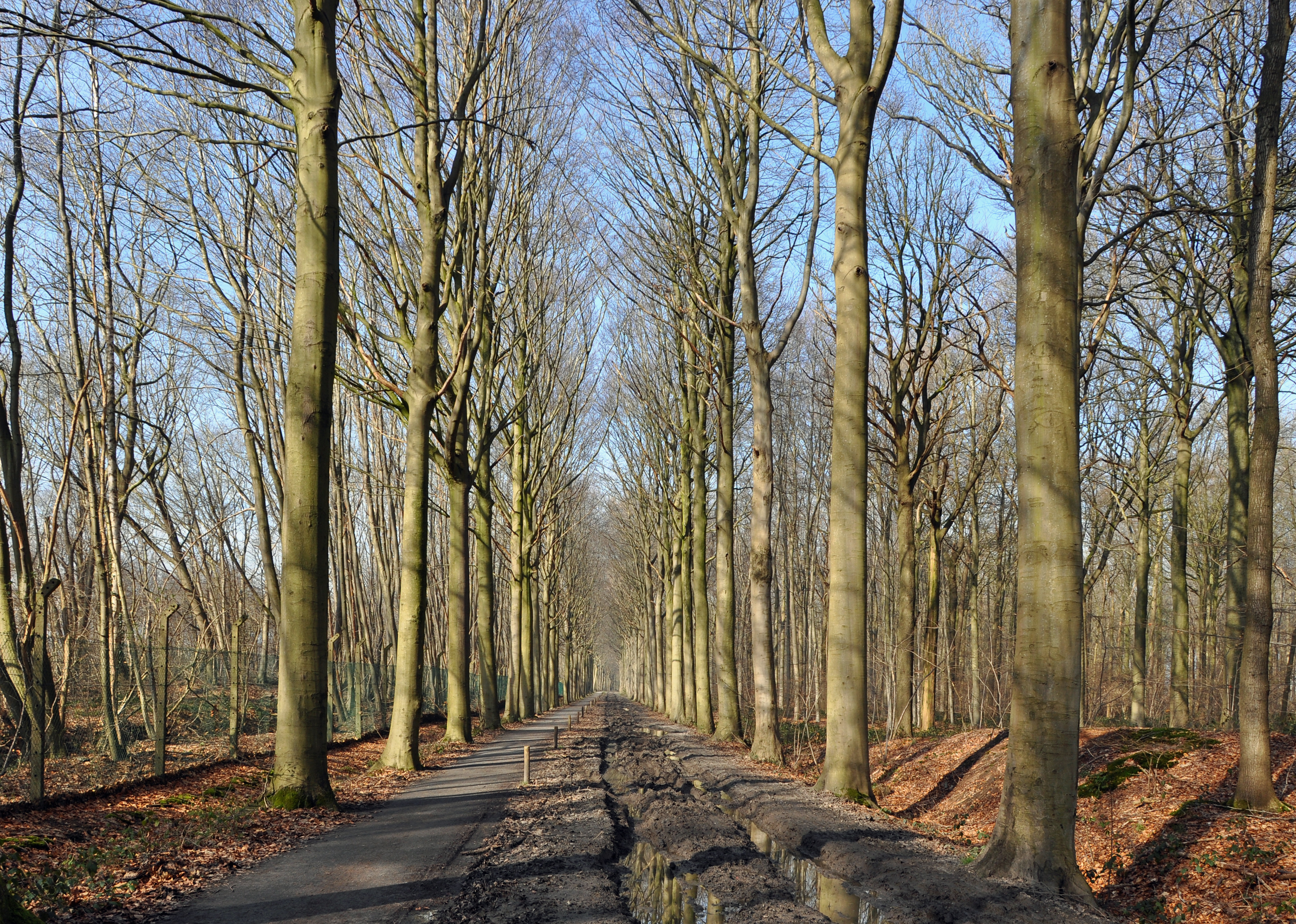

## Trivia
- Hotel Zedelgem kwam aan bod in de VRT-reeks "Publiek geheim" op 6 november 2012.[6]
- "Cedelghema" is voor de oudere Letten een begrip en een belangrijke voetnoot uit hun vaderlandse geschiedenis.[7]